# Chas Mortimer

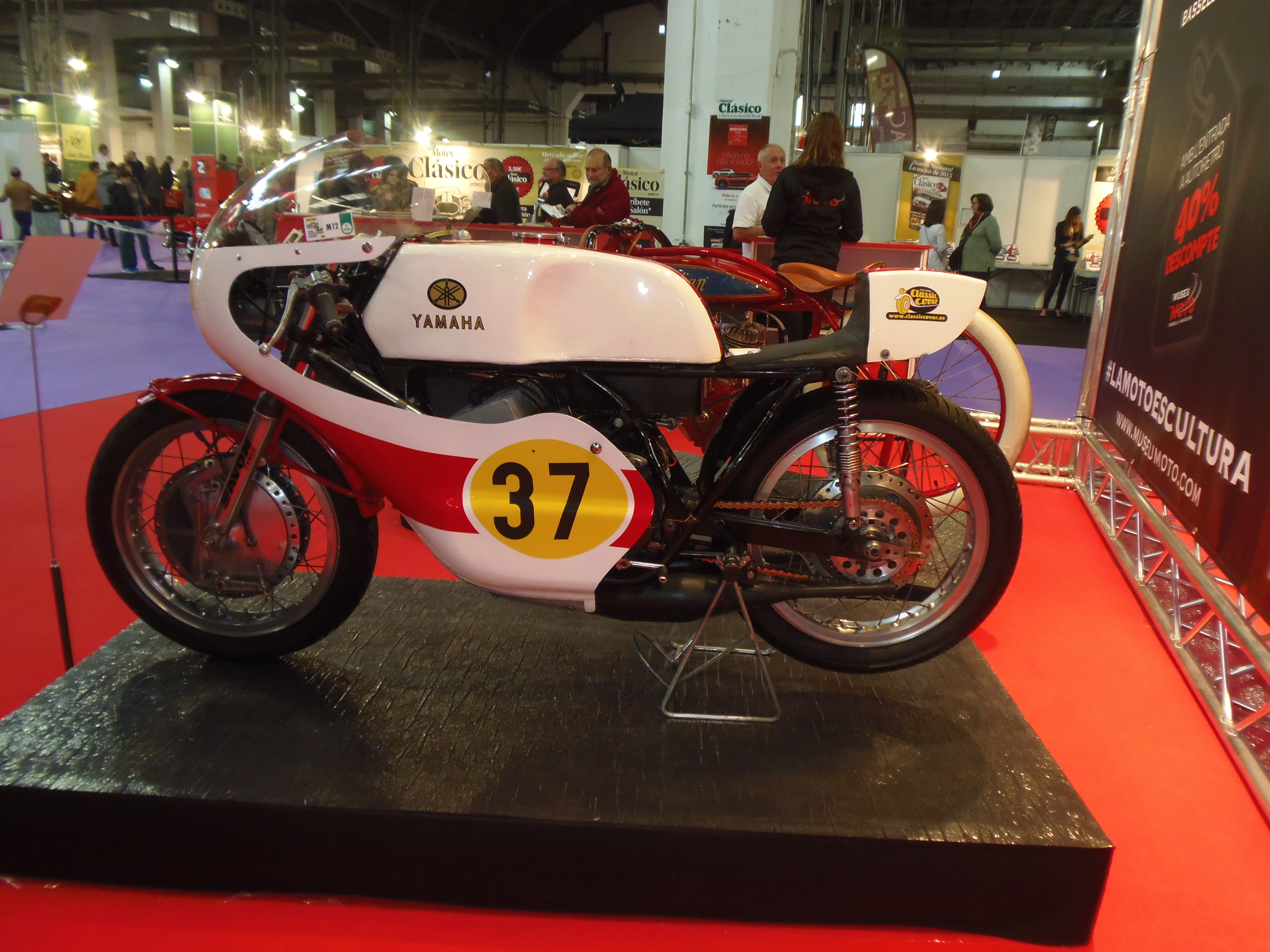
Mortimers Siegermaschine vom Spanien-Grand-Prix 1972

Charles „Chas“ Mortimer (* 14. April 1949 in Shere, Surrey) ist ein ehemaliger britischer Motorradrennfahrer.

## Karriere
Mortimers Vater Charles Mortimer Senior war ein erfolgreicher Motorradrennfahrer. Er hatte nach seiner aktiven Phase eine Rennschule für Nachwuchsfahrer in Brands Hatch gegründet. Für Chas Mortimer und seinen Bruder Robin war eine Karriere im Rennsport quasi vorgegeben. 
Erste Erfahrungen sammelte Mortimer in lokalen Rennen ab 1967, zunächst auf Aermacchi und später auf Bultaco. Von 1969 bis 1979 sowie in der Saison 1984 trat er auf Yamaha in der Motorrad-Weltmeisterschaft an. Von 1969 bis 1976 startete er auch bei der Isle of Man TT, wo er 1971 in der 125er-Klasse erstmals siegte. Mit insgesamt sieben TT-Siegen rangiert Chas Mortimer derzeit in der Bestenliste auf Platz neun. Bei seinen 107 Grand-Prix-Rennen schaffte er es als einziger Motorradrennfahrer Siege in der 125er, 250er, 350er, 500er und 750er Grand-Prix-Klasse zu erzielen.
Nach seiner aktiven Laufbahn widmete sich Chas Mortimer der Rennschule. Später gründete er eine Importfirma für Motorradersatzteile und ein Versandunternehmen, das sich auf den Transport von Motorrädern spezialisiert hat.

## Siegestatistik
| Jahr | Klasse             | Maschine | Rennen                       |
| ---- | ------------------ | -------- | ---------------------------- |
| 1970 | Production 250er   | Ducati   | Isle of Man                  |
| 1971 | 125er              | Yamaha   | Isle of Man1                 |
| 1972 | 125er              | Yamaha   | Isle of Man1                 |
| 1972 | 500er              | Yamaha   | Großer Preis von Spanien     |
| 1973 | 125er              | Yamaha   | Großer Preis von Spanien     |
| 1974 | 250er              | Yamaha   | Großer Preis von Jugoslawien |
| 1974 | Formel 750 Classic | Yamaha   | Isle of Man                  |
| 1975 | 250er              | Yamaha   | Isle of Man1                 |
| 1976 | 350er              | Yamaha   | Isle of Man1                 |
| 1976 | Solomotorrad       | Yamaha   | Macao Grand Prix             |

1 Lauf im Rahmen der Motorrad-WM

## Verweise